# Olecko (gromada)
Olecko – dawna gromada, czyli najmniejsza jednostka podziału terytorialnego Polskiej Rzeczypospolitej Ludowej w latach 1954–1972.
Gromady, z gromadzkimi radami narodowymi (GRN) jako organami władzy najniższego stopnia na wsi, funkcjonowały od reformy reorganizującej administrację wiejską przeprowadzonej jesienią 1954 do momentu ich zniesienia z dniem 1 stycznia 1973, tym samym wypierając organizację gminną w latach 1954–1972.
Gromadę Olecko z siedzibą GRN w mieście Olecko utworzono 1 stycznia 1972 w powiecie oleckim w woj. białostockim z obszaru zniesionych gromad Stożne i Rosochackie; równocześnie do nowo utworzonej gromady przyłączono wieś Sedranki ze zniesionej gromady Babki Oleckie, wieś Możne ze zniesionej gromady Krupin oraz wieś Doliwy z niezniesionej gromady Świętajno
Gromada Olecko funkcjonowała przez dokładnie jeden rok (1972), czyli do kolejnej reformy gminnej. Z dniem 1 stycznia 1973 roku utworzono gminę Olecko.